# Mittal Steel
Mittal Steel Company N.V. foi uma empresa indiana e uma das maiores produtoras de aço do mundo em volume e faturamento. Após uma fusão em 2005, agora faz parte da ArcelorMittal.

## História
A Mittal Steel Company foi formada como Ispat International em 1978. Na época, fazia parte da empresa indiana de aço Ispat Industries, fundada pelo pai de Lakshmi Mittal em 1984. Era propriedade da família Mittal, mas em 1995 a Ispat International se separou da Ispat Industries após vários desentendimentos entre Lakshmi e seu pai.
Em 1989, a empresa adquiriu a Iron & Steel Company de Trinidad e Tobago. Em 1992, adquiriu a Sibalsa. Em 1994, adquiriu a Sidbec-Dosco. Em 1995, adquiriu a Hamburger Stahlwerke, formando a Ispat International Ltd. e a Ispat Shipping, e também comprou a Karmet Steel de Temirtau, no Cazaquistão. Entre 1996 e 1997, a empresa adquiriu a Irish Steel Limited, a Walzdraht Hochfeld GmbH e a Stahlwerk Ruhrort. Em 1997, a empresa abriu seu capital como Ispat International NV. Em 1998, adquiriu a Inland Steel Company. Em 1999, adquiriu a Unimétal. Em 2001, adquiriu a ALFASID e a Sidex. Em 2002, comprou uma participação majoritária na Iscor. Em 2003, adquiriu a Nowa Huta.
Em 2004, a empresa adquiriu a Polskie Huty Stali, a BH Steel e certas instalações macedônias da Balkan Steel. Em 2005, a empresa contratou a Deloitte como auditora principal. Em 2005, a empresa adquiriu a International Steel Group. Em 2005, a empresa adquiriu a Kryvorizhstal. Em 2005, a empresa anunciou o investimento de 9 bilhões de dólares em Jharkhand, na Índia. Em 2006, a empresa se fundiu com a Arcelor após muita controvérsia.

## Estrutura
A família do CEO Lakshmi Mittal possuía 88% da empresa. A Mittal Steel estava sediada em Roterdã, mas era administrada de Londres por Mittal e seu filho Aditya. Foi formada quando a Ispat International N.V. adquiriu a LNM Holdings N.V. (ambas já controladas por Lakshmi Mittal) e se fundiu com a International Steel Group em 2004. Em 25 de junho de 2006, a Mittal Steel decidiu adquirir a Arcelor, com a nova empresa passando a se chamar ArcelorMittal. A aquisição foi aprovada com sucesso pelos acionistas e diretores da Arcelor, tornando L.N. Mittal o maior produtor de aço do mundo.

## Aquisições e expansão
Em outubro de 2005, a Mittal Steel adquiriu o fabricante ucraniano de aço Kryvorizhstal por 4,8 bilhões de dólares em um leilão, após uma venda anterior controversa por um preço muito mais baixo a um consórcio que incluía o genro do ex-presidente Leonid Kuchma, cancelada pelo novo governo do presidente Viktor Yushchenko
Em 2005, Lakshmi Mittal viajou para Jharkhand, na Índia, para anunciar um investimento de 9 bilhões de dólares na construção de uma siderúrgica de base com capacidade de produção de 12 milhões de toneladas por ano.
Em 27 de janeiro de 2006, a empresa anunciou uma oferta de 23,3 bilhões de dólares (18,6 bilhões de euros, 12,7 bilhões de libras esterlinas) pela Arcelor. Em 19 de maio de 2006, a Mittal aumentou sua oferta pela Arcelor em 38,7%, para 32,4 bilhões de dólares, ou 47,34 dólares por ação (25,8 bilhões de euros, 37,74 euros por ação). Em 25 de junho de 2006, a Arcelor, em uma reunião do conselho, anunciou que aceitou uma oferta ainda mais alta (50,68 dólares ou 40,4 euros por ação) e a nova empresa se chamaria ArcelorMittal, encerrando com sucesso uma das ofertas de aquisição mais controversas e divulgadas na história corporativa moderna. A ArcelorMittal é agora, de longe, a maior produtora de aço do mundo em termos de faturamento e volume, controlando 10% da produção mundial total de aço.